# سید یحیی سلیمانی
سید یحیی سلیمانی با کسب با ۵۱ هزار و ۵۷۷ رای به عنوان نماینده مردم "نیشابور، فیروزه، زبرخان و میان‌جلگه انتخاب شد و به دوره دوازدهم مجلس شورای اسلامی راه یافت.
وی سابقه ی فعالیت به عنوان فرماندار زبرخان، بخشدار در شهرستان تربت جام و همچنین معاونت اقتصادی استانداری خراسان رضوی را در کارنامه دارد.